# Opel Corsa D
La Corsa D est une citadine polyvalente construite par Opel de l'été 2006 à l'automne 2014, qui a remplacé sa prédécesseure, la Corsa C.
La Corsa D a été présentée à la presse mondiale le 18 juillet 2006 au Salon de l'automobile de Londres et était disponible à partir du 7 octobre 2006.
En octobre 2014, la production de la Corsa D a été interrompue. Le modèle successeur est la Corsa E.

## Historique du modèle

### Général
Comme la Fiat Grande Punto, la Corsa D, sur la plate-forme ZFA199 de la Punto 3/SCCS de General Motors, a grandi dans toutes les dimensions par rapport à sa prédécesseur. La longueur a notamment augmenté de 160 mm pour atteindre 3 999 mm. Cela signifie qu'Opel, contrairement à Fiat avec la Grande Punto ou à Peugeot avec la 207, reste juste sous la barre des 4 mètres. Il existe une version sportive à trois portes et une version cinq portes, plus spacieuse. Il existe également la version OPC particulièrement sportive et exclusivement trois portes d'une longueur de 4 040 mm.
Le poids à vide est de 1 100 kg pour le modèle trois portes et de 1 145 kg pour le modèle cinq portes. Le temps d'accélération était légèrement plus élevé en raison du poids plus élevé, mais cela est également dû au rapport de transmission plus long. Grâce au rapport de démultiplication plus long, la consommation de carburant est au même niveau que celle du modèle précédent, la Corsa C, malgré un poids plus élevé. La charge utile autorisée peut aller jusqu'à 445 kg pour le modèle trois portes et jusqu'à 420 kg pour le modèle cinq portes.

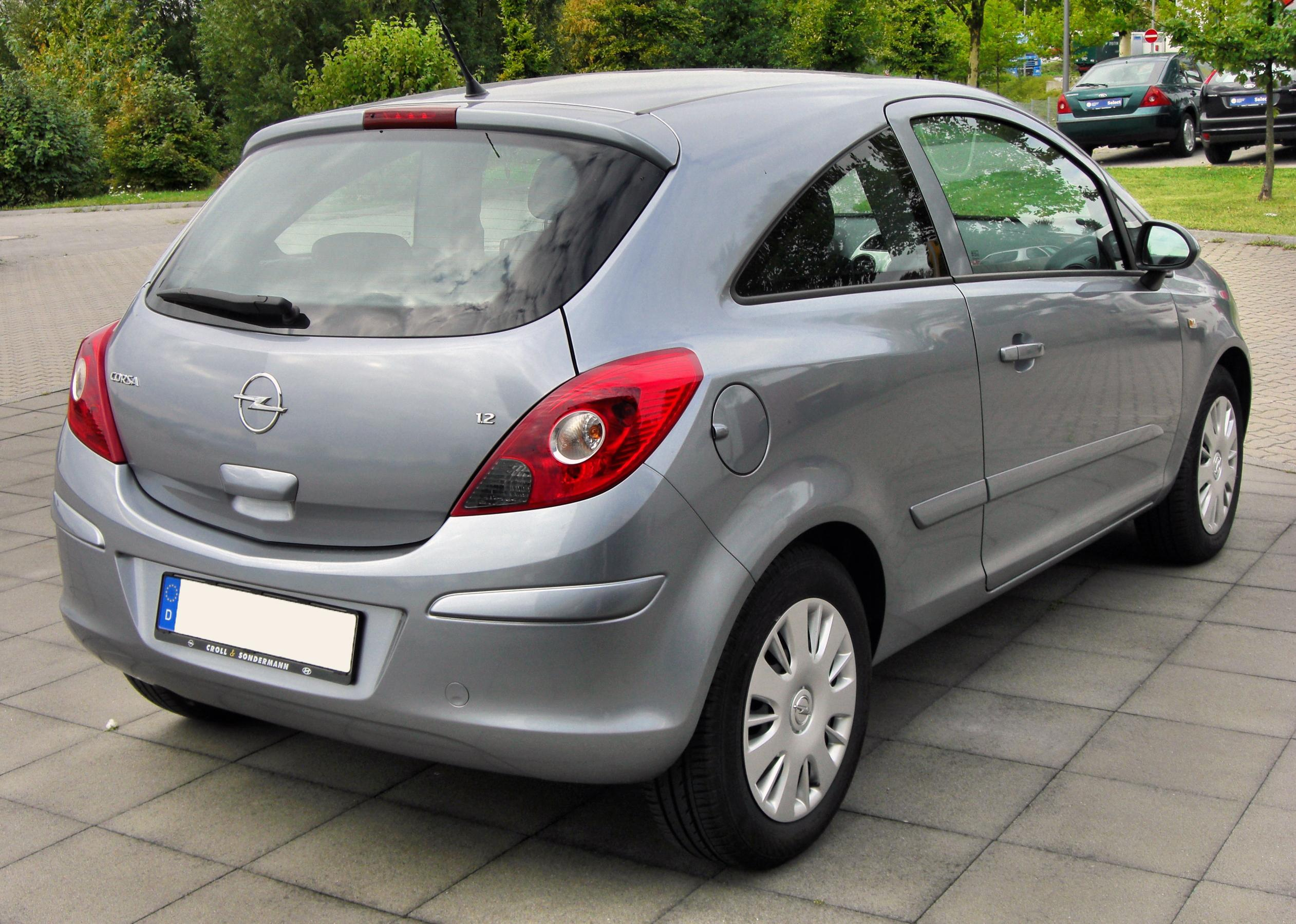
Vue arrière
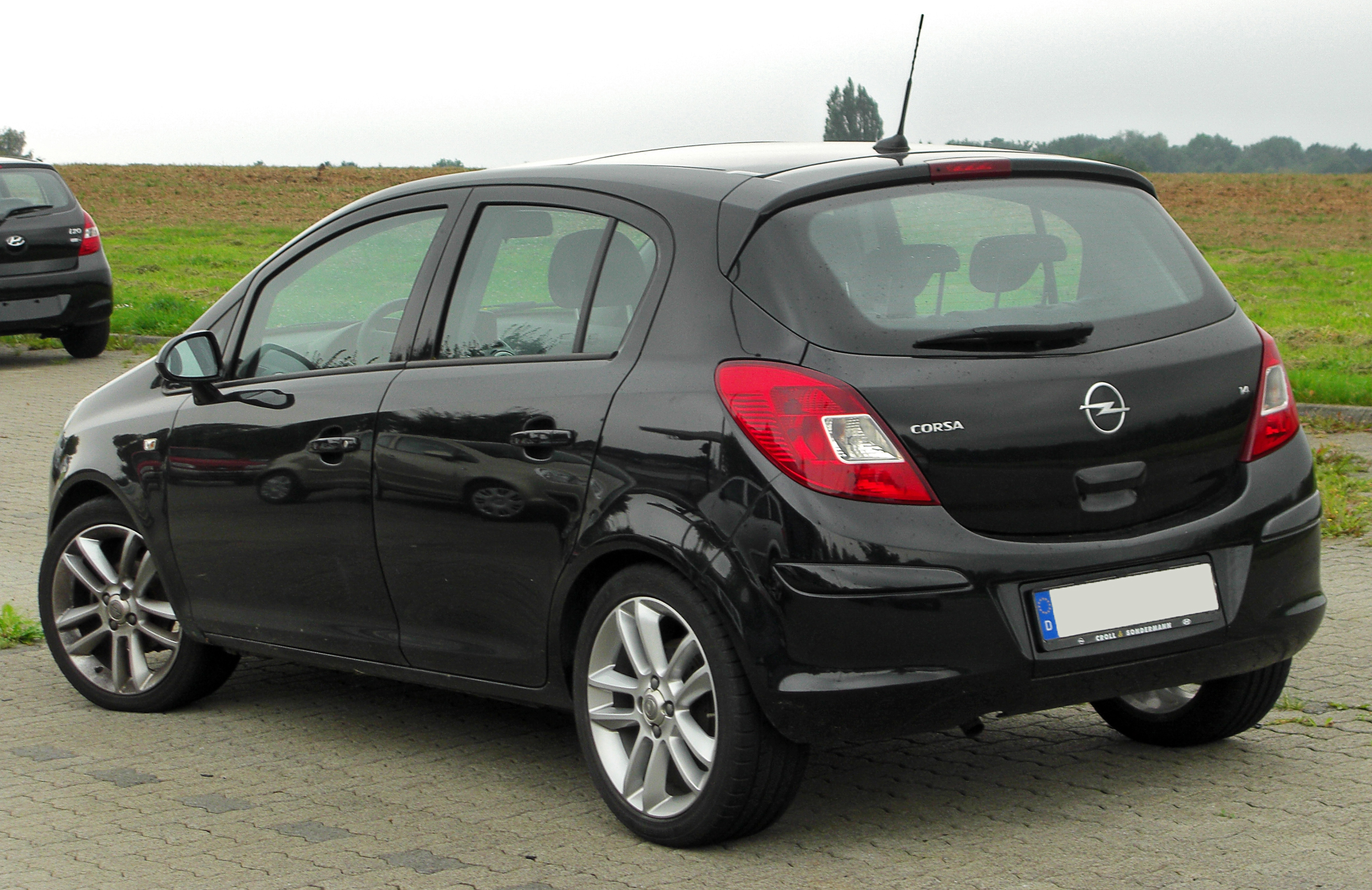
Opel Corsa cinq portes (2006–2010)
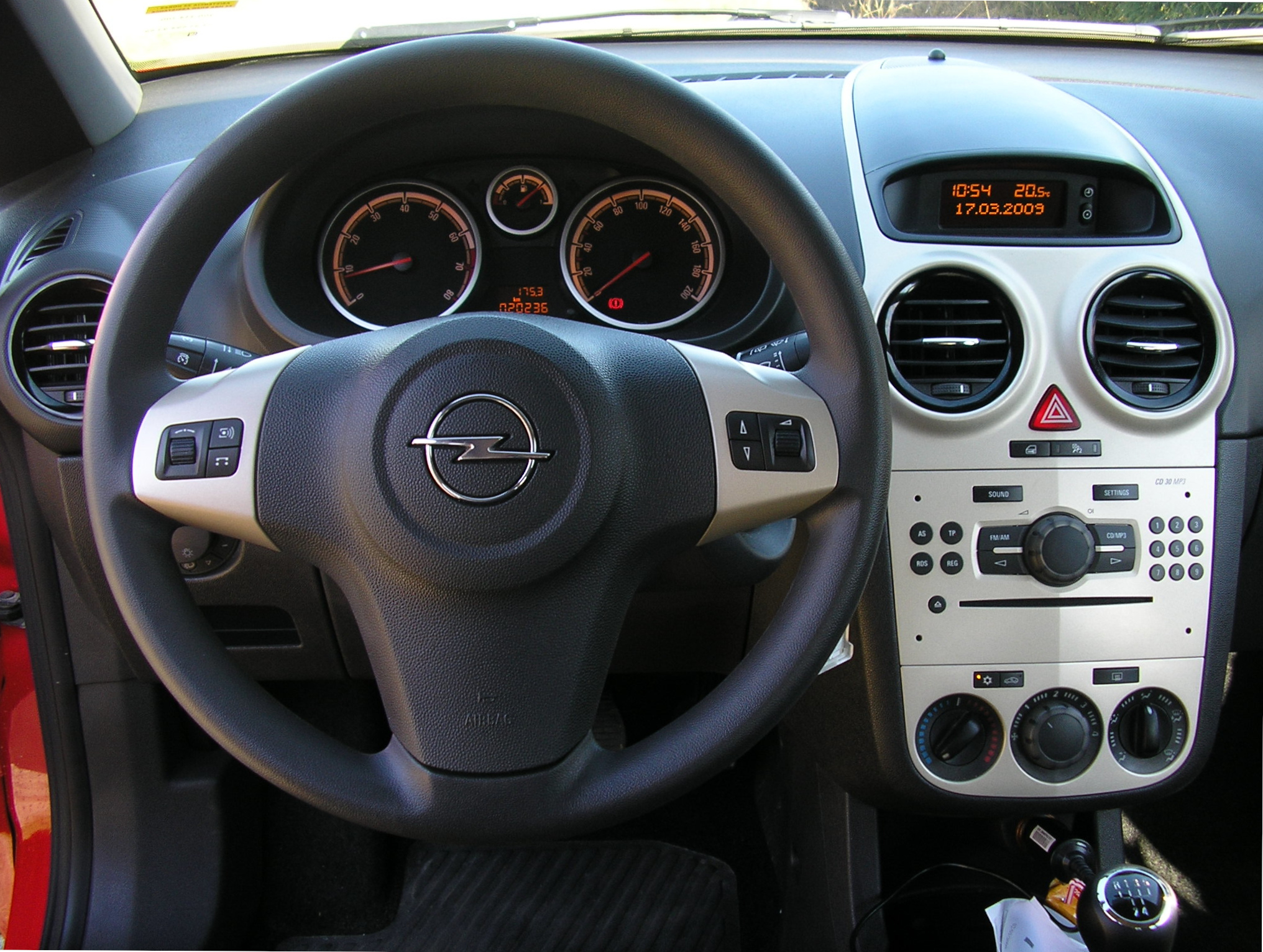
Poste de pilotage (2009)

### Moteurs et transmissions
Au début des ventes, la Corsa D était équipée de trois moteurs essence, l'un d'une cylindrée de 1,0 l et d'une puissance de 44 kW (60 ch), l'autre d'une cylindrée de 1,2 l et d'une puissance de 59 kW (80 ch) et le dernier d'une cylindrée de 1,4 l et d'une puissance de 66 kW (90 ch). Les moteur Diesel comprenaient deux CDTi, l'un d'une cylindrée de 1,3 l et d'une puissance de 55 kW/66 kW (75/90 ch) et l'autre d'une cylindrée de 1,7 l et d'une puissance de 92 kW (125 ch). La Corsa de 1,0 L est équipée d'un moteur trois cylindres; toutes les autres voitures sont équipées de moteurs quatre cylindres en ligne.
Les deux modèles destinés au fonctionnement au GPL (gaz de pétrole liquéfié) disposent, en plus du réservoir de carburant standard d'une capacité de 45 litres, d'un réservoir de 42 litres pour le GPL. Lorsque les deux réservoirs sont remplis, l'autonomie totale du véhicule augmente en conséquence.
Le petit moteur diesel de 1,2 litre (appelé CDTI 1.3) a été développé conjointement par General Motors Powertrain et Fiat. Après la fin de la coentreprise, General Motors et Fiat ont partagé les droits intellectuels sur ce moteur et, grâce à des contrats de fourniture à long terme, Fiat a continué à le produire. Le moteur CDTI 1.3 de la famille des moteurs ECOTEC d'Opel a été élu Moteur de l'année dans la catégorie des cylindrées de 1,0 à 1,4 litre en 2005.
La Corsa OPC, présentée en mars 2007 au Salon international de l'automobile de Genève, est équipée d'un moteur essence ECOTEC de 1,6 litre avec turbocompresseur et 141 kW (192 ch). Cela permet une accélération de 0 à 100 km/h en 7,2 s et une vitesse de pointe de 225 km/h.
La Corsa GSi, lancée en septembre 2007, dispose également d'un moteur essence ECOTEC de 1,6 litre turbocompressé. Le moteur de 110 kW (150 ch) permet une vitesse de pointe de 210 km/h. Contrairement au modèle OPC, la Corsa GSi est également disponible en modèle cinq portes.
La Corsa OPC, la GSi et les deux modèles diesel de 66 kW (CDTI 1.3) et 92 kW (CDTI 1.7) disposent chacun d'une boîte de vitesses à 6 rapports, tous les autres modèles étaient proposés avec une boîte de vitesses à 5 rapports. Il existait également une transmission manuelle automatisée appelée Easytronic à cinq (moteur essence de 1,2 l et 59 kW) ou six vitesses (moteur diesel de 1,3 l et 66 kW) ainsi qu'une boîte automatique à 4 vitesses pour le modèle avec moteur essence de 1,4 litre et 66 kW, 74 kW à partir de 2010.
La Corsa ecoFLEX CDTI 1.3 est sortie en décembre 2009 avec une puissance de 70 kW et une consommation standard de 3,7 litres aux 100 km.
En janvier 2010, la Corsa D a été techniquement révisée. Dès lors, tous les moteurs essence répondaient à la norme d’émission Euro 5. Le moteur essence de 1,0 litre a été retiré de la gamme en Allemagne, tandis que les moteurs de 1,2 et 1,4 litre étaient désormais disponibles en deux niveaux de puissance. En Allemagne, le moteur essence de 1,2 litre le plus puissant n'était disponible qu'en combinaison avec la transmission manuelle automatisée Easytronic.
Au cours de l'année 2010, tous les moteurs diesel ont également été convertis à la norme Euro 5.
En novembre 2013, le moteur Turbo 1.6 de l'OPC et de l'OPC Nürburgring Edition a été converti à la norme Euro 6.

## Lifting
En novembre 2010, Opel a présenté la Corsa révisée, principalement reconnaissable à sa partie avant modifiée. Elle a également reçue une gamme modifiée de variantes d'équipement. La version GSi a été omise.
La version modifiée était disponible chez les concessionnaires à partir du 29 janvier 2011.

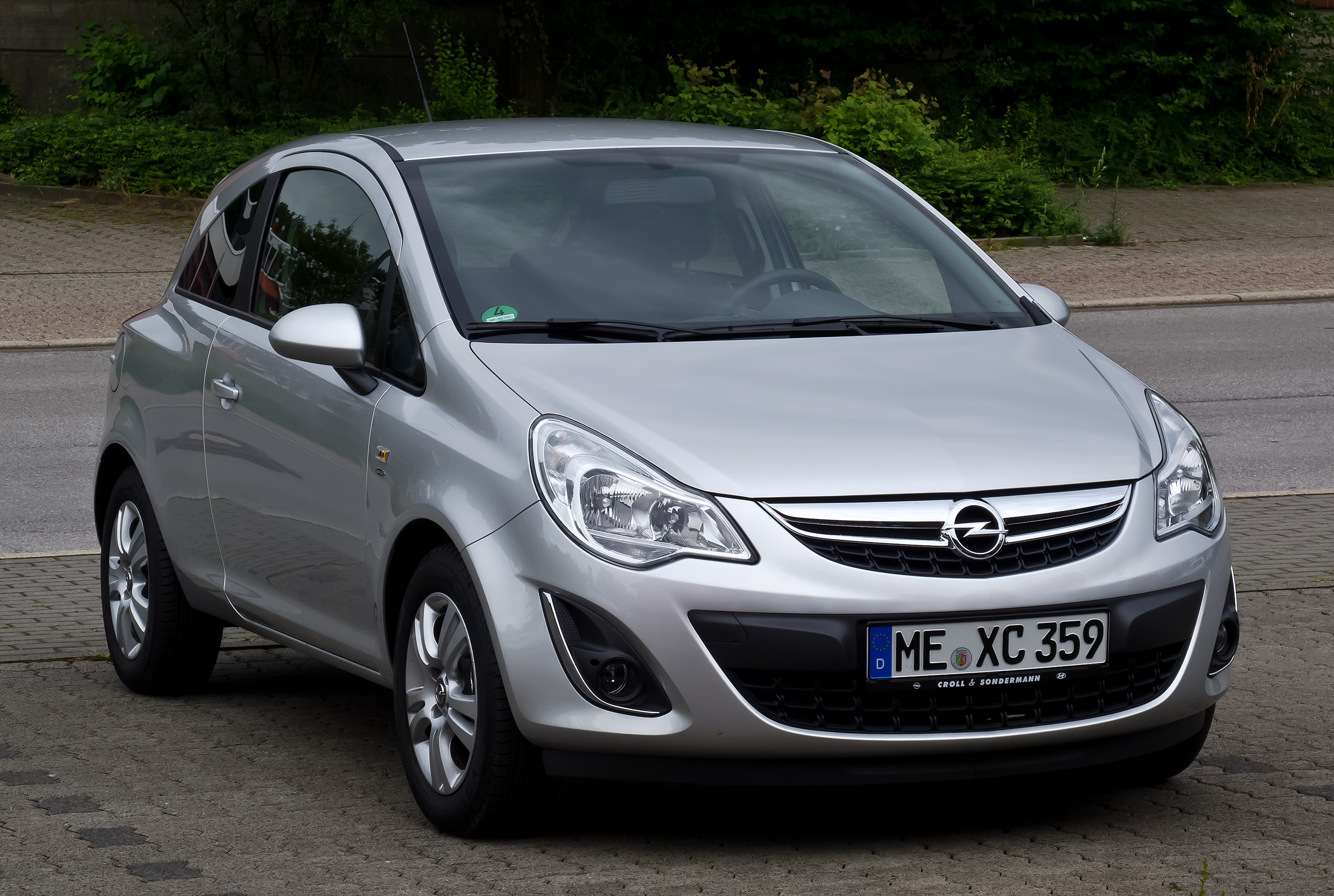
Opel Corsa trois portes (2010–2014)
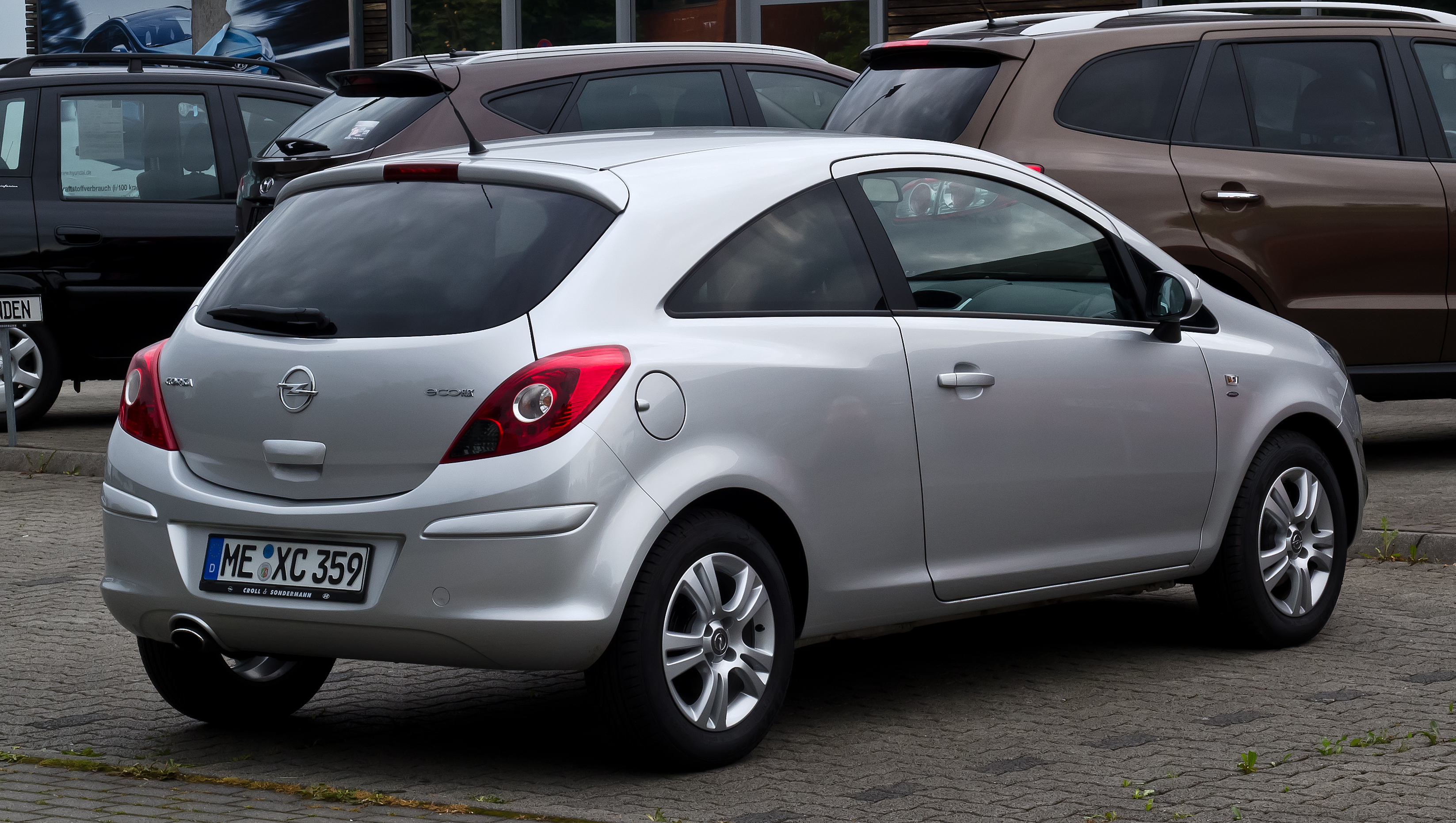
Vue arrière
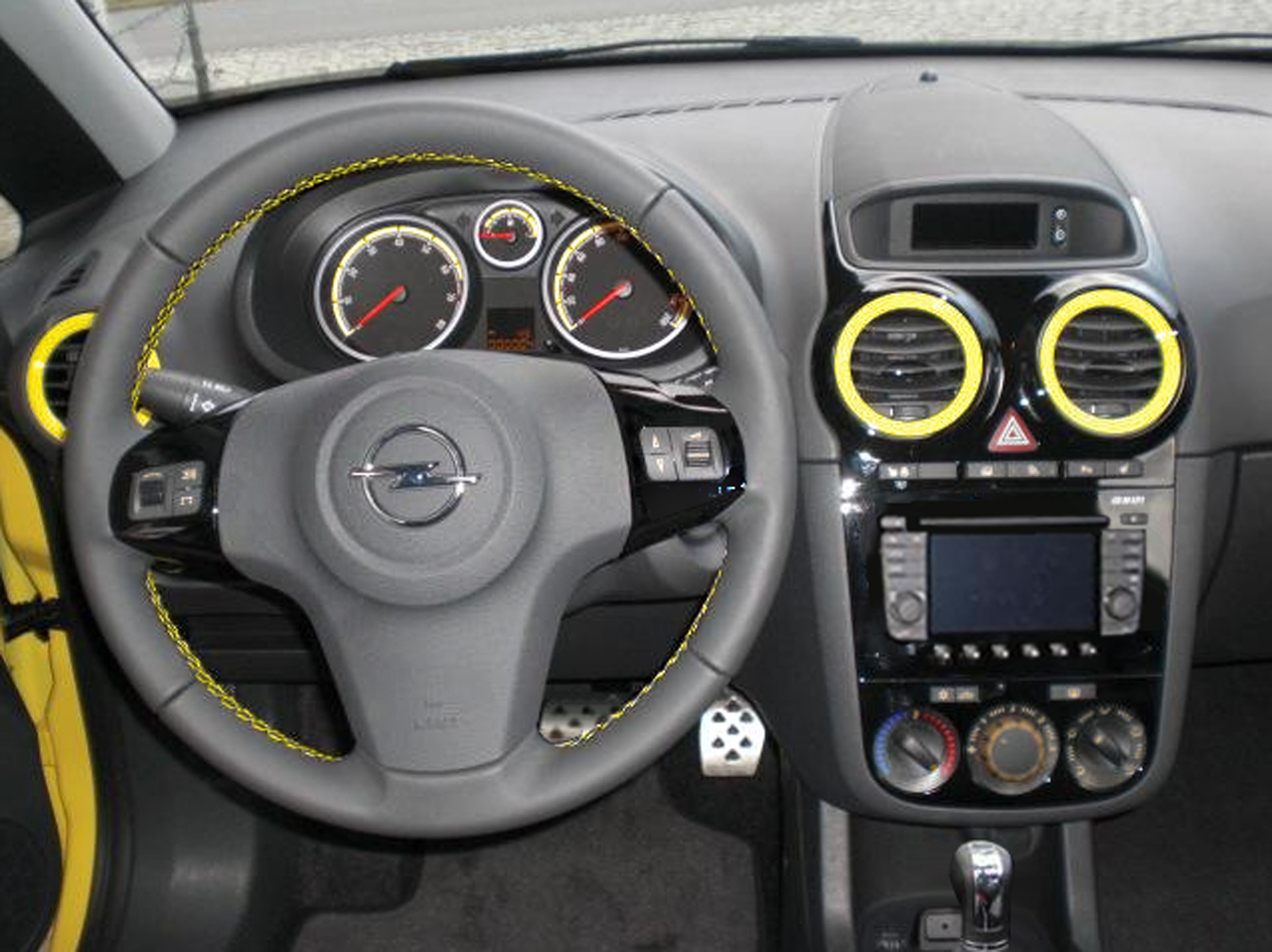
Poste de pilotage (Color Edition)

La production de la Corsa D a pris fin en octobre 2014. Sa successeur, l'Opel Corsa E, est arrivée sur le marché en janvier 2015.

## Équipement

### Sécurité
Tous les modèles sont équipés de série d'airbags frontaux et latéraux pour le conducteur et le passager avant, d'un système anti-blocage des roues (ABS) avec commande de freinage en virage et assistant de freinage, d'une répartition électronique de la force de freinage (REFF), d'un désengagement des pédales de sécurité (DPS) et de l'antipatinage avec intervention du moteur et des freins (AP). À l'exception du modèle de base, les airbags pour la tête font partie de l'équipement standard.
L'ESP Plus est de série sur tous les modèles depuis fin mars 2009, uniquement pour la CDTI 1.7 et les versions Sport, GSi et OPC avant cette date. Les modèles d'une puissance allant jusqu'à 74 kW inclus sont équipés de freins à disque ventilés à l'avant et de freins à tambour à l'arrière. Les quatre modèles les plus puissants, les Corsa Turbo 1.4, CDTI 1.7, GSi et OPC, disposent également de freins à disque sur l'essieu arrière.
Il y a suffisamment d'espace à l'arrière pour seulement deux sièges enfant. Les supports Isofix sur les sièges extérieurs de la banquette arrière sont un équipement standard; ils sont disponibles pour le siège passager avant moyennant un supplément. L'airbag du passager avant peut être désactivé afin que des sièges enfants dos à la route puissent également être installés sur le siège passager avant.

### Confort et autres commodités

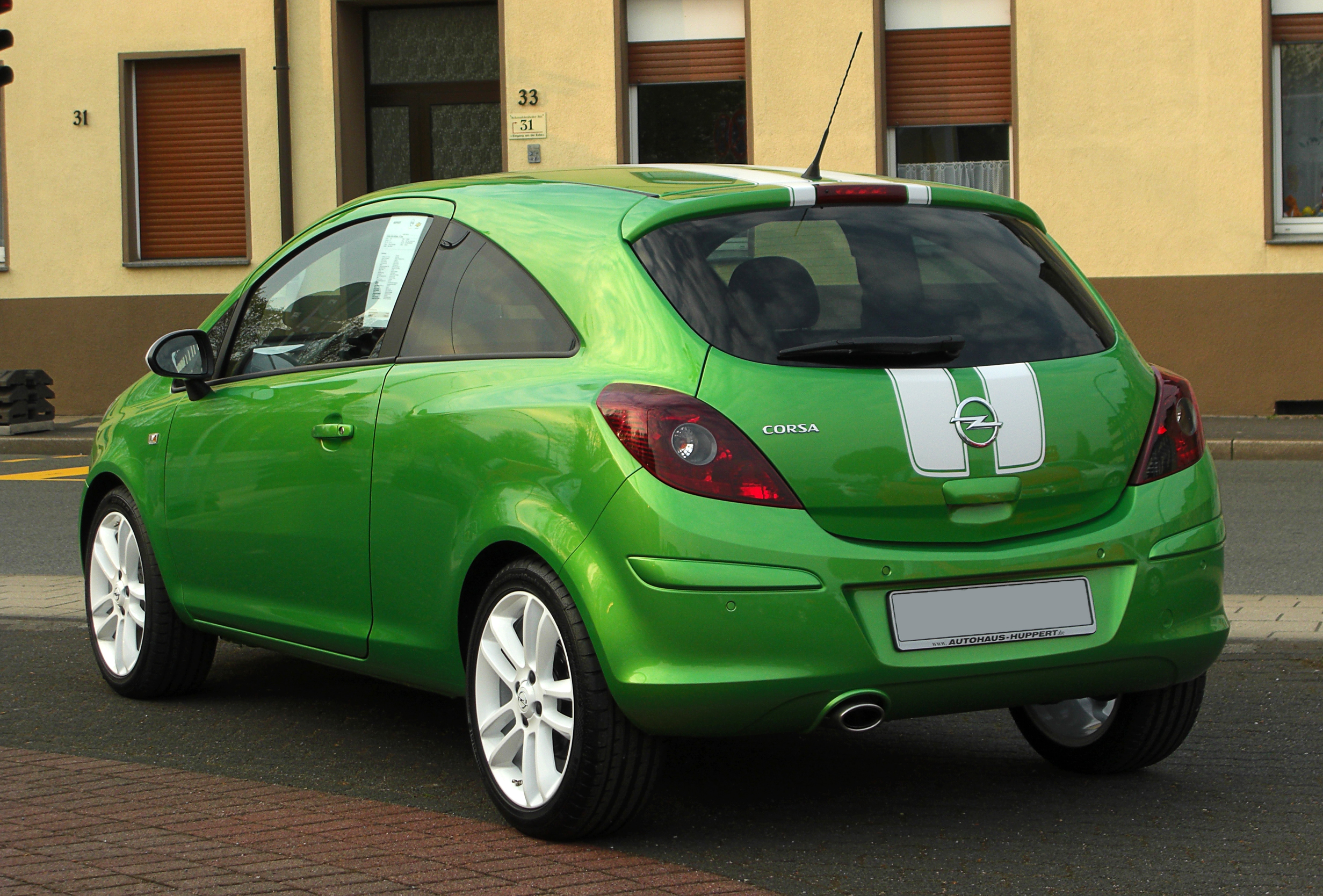
Opel Corsa Color Stripes (2011)

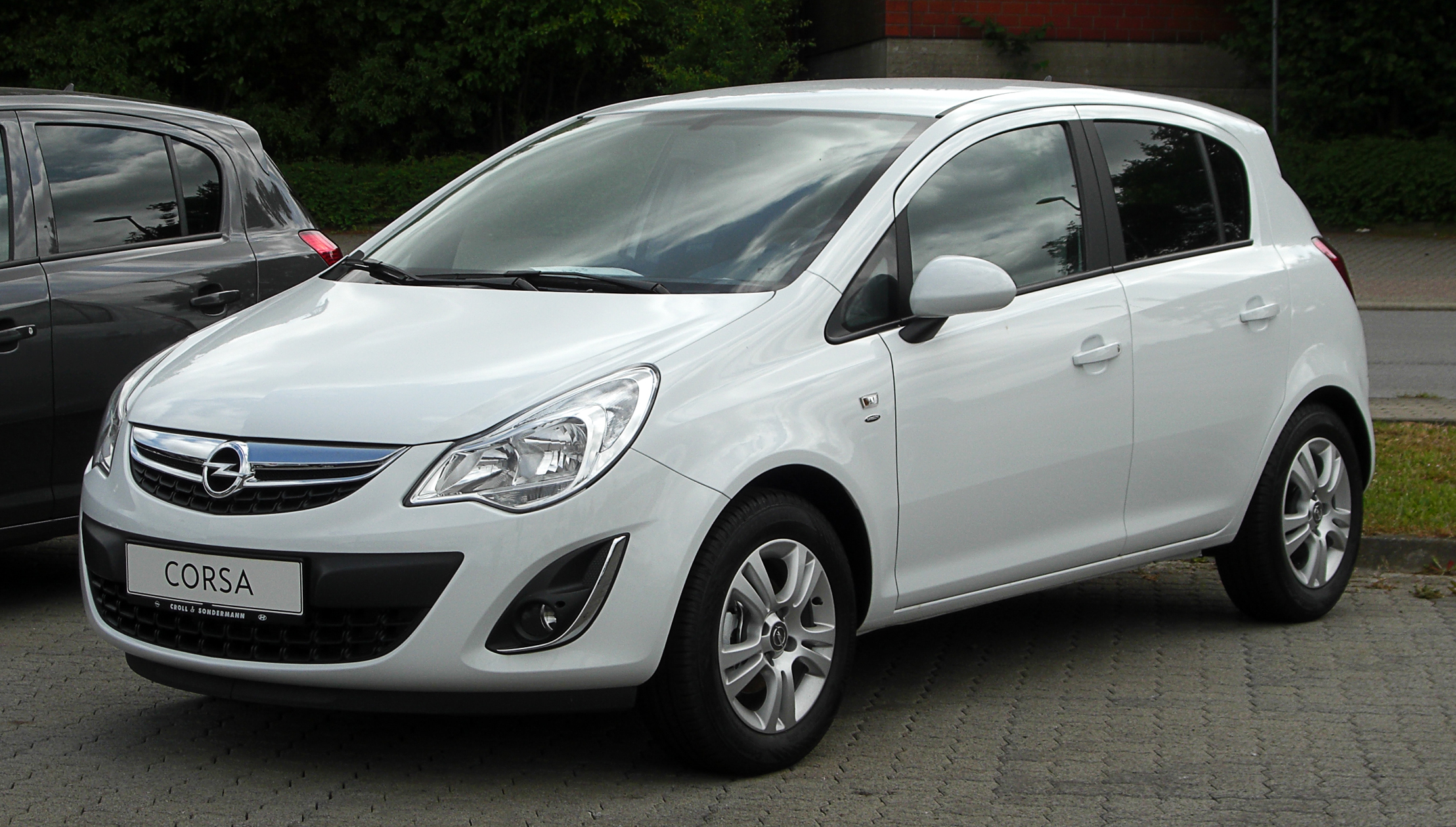
Opel Corsa Satellite (2011)

Le modèle de base Selection est équipé de série de rétroviseurs extérieurs à réglage électrique, d'un tachymètre, d'une colonne de direction réglable en hauteur et en longueur, d'un siège conducteur réglable en hauteur, d'une direction assistée asservie à la vitesse et d'un système de verrouillage centralisé. À l'été 2010, elle était proposée en modèle spécial Limited inchangé à partir de 8 990 euros, soit 2 410 euros moins cher. Le modèle spécial Catch me now avec jantes de 16 pouces en aluminium, climatiseur, radio-CD, vitres électriques et verrouillage centralisé avec radiocommande était disponible en 2007.
La version supérieure suivante, l'Edition 111 Jahre, propose également des vitres électriques à l'avant, un climatiseur, un volant en cuir, une radio-CD-MP3, un dossier de banquette arrière divisé et rabattable, un régulateur de vitesse et un verrouillage centralisé avec radiocommande. À partir de novembre 2010, la version Navi est proposée à la place, qui dispose également d'un appareil de navigation et de phares antibrouillard. Comme alternative à cette version, il existe le modèle spécial Satellite, légèrement moins équipé, du nom de la chanson du même nom du Concours Eurovision de la chanson.
Des accents de couleur étaient fournis par les modèles Color Line, Color Race et Color Stripes proposés en 2011, qui, en plus de bandes de couleur sur le capot, les côtés et le hayon, avaient également des jantes colorées.
En plus de l'Edition 111 Jahre, la version Innovation dispose de rétroviseurs extérieurs chauffants, de feux de courbe et de virage, de feux de brouillard et de jantes en alliage léger, la version Sport propose également une climatisation automatique et des sièges sport à l'avant au lieu des feux de courbe et de virage. Les versions GSi et OPC bénéficient des mêmes caractéristiques de confort que la Sport. Les versions Sport et GSi ne sont plus proposées à partir de novembre 2010, mais le moteur de 110 kW de la GSi est depuis disponible dans le modèle Innovation et quelques mois plus tard dans presque tous les modèles.
L'équipement optionnel comprend un toit ouvrant panoramique et un système de porte-vélos à l'arrière appelé FlexFix, ainsi qu'un volant chauffant.
Contrairement à la Corsa C, les phares au xénon et les affichages de la température du liquide de refroidissement ne sont plus disponibles. Les sièges en cuir ne peuvent être commandés que pour l'Opel Corsa OPC. Les bandes de protection latérales existantes à l'origine ont été retirées au début de la deuxième année modèle.
Tous les moteurs diesel sont équipés de série d'un filtre à particules diesel.

### GSi
La Corsa GSi a été introduite à l'été 2007 et est restée dans la gamme jusqu'à l'introduction du lifting. Le modèle pouvait être commandé en version trois ou cinq portes; les prix de base au lancement sur le marché étaient respectivement de 19 950 € et 20 650 €. Les caractéristiques spéciales étaient le moteur Turbo de 1,6 l développant 110 kW (150 ch) et 210 Nm de couple, la suspension sport et le système de freinage de l'OPC, les sièges avant sport (noir/rouge), le volant sport (noir/rouge), les pédales sport en aluminium, les jantes dans les dimensions 7x17" au design 5 étoiles en aluminium et la finition de spoiler appelé «OPC-Line 1». La finition de spoiler «OPC-Line 2» pouvait également être acheté moyennant un supplément de 370 €, cette finition contenait également des pare-chocs complets basés sur ceux de l'OPC.

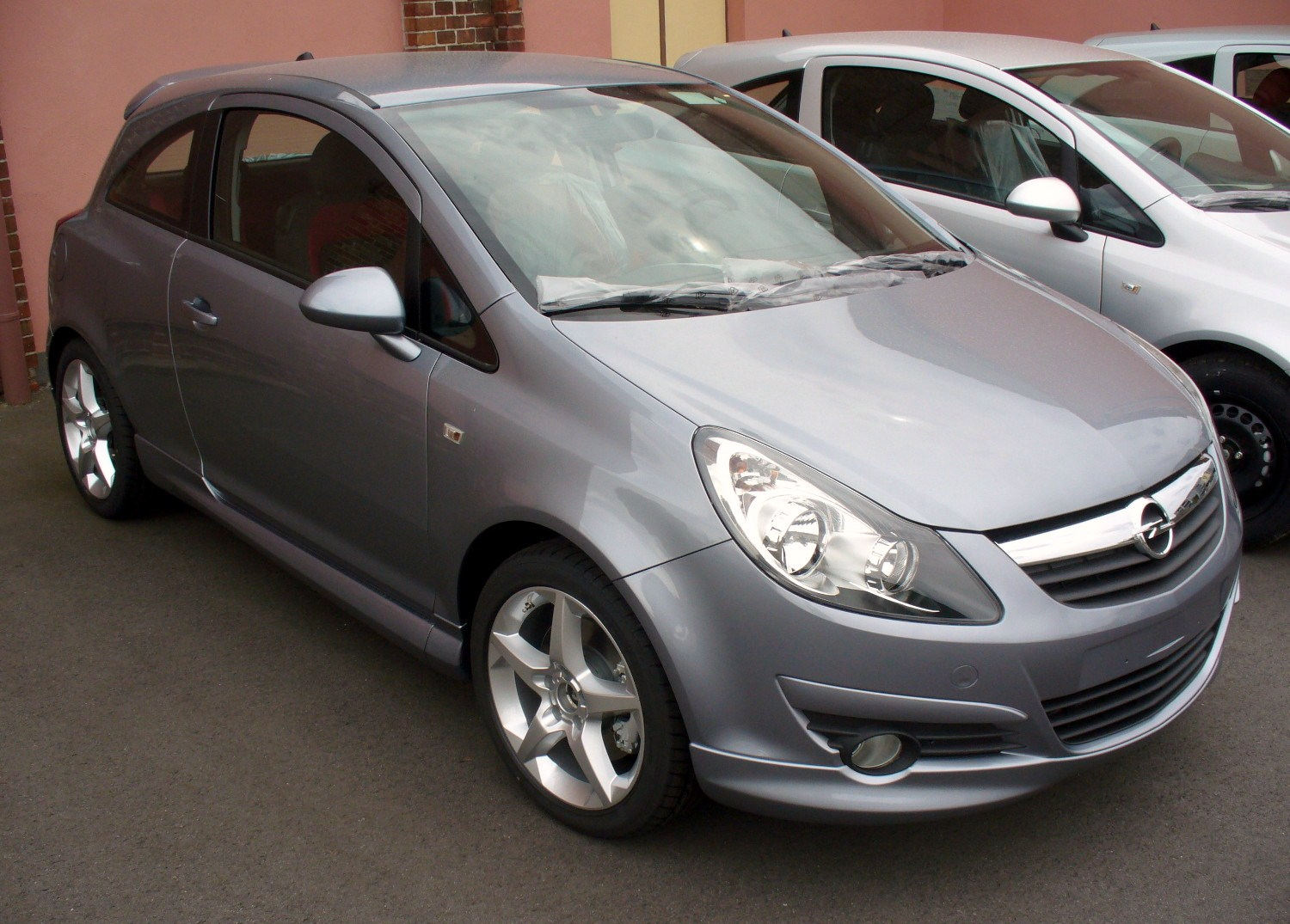
Opel Corsa GSi (2007–2010)
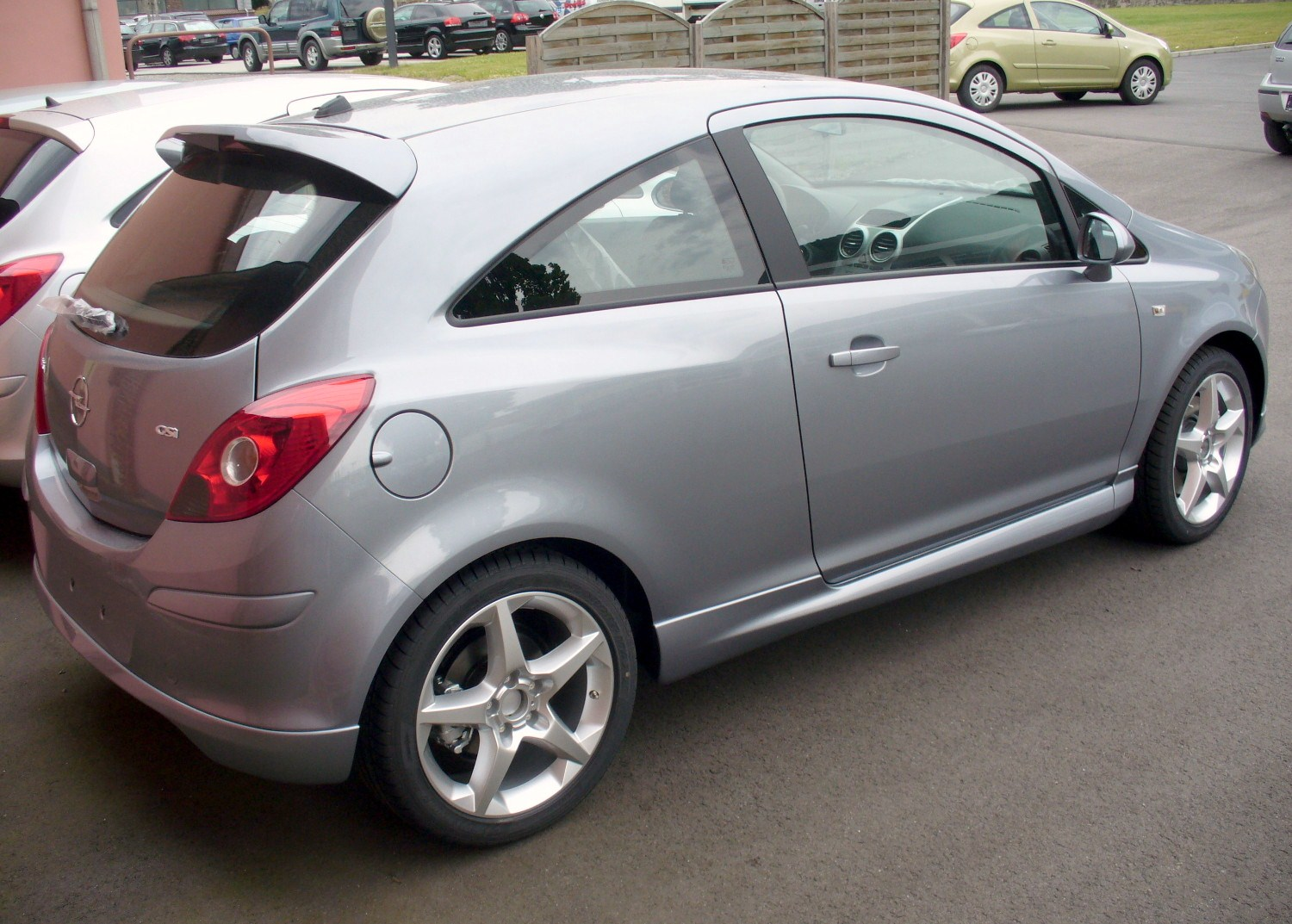
Vue arrière

### OPC
À partir de mars 2007, la Corsa la plus sportive à ce jour, l'OPC, est disponible à la commande. Son prix de base au lancement sur le marché était de 22 560 €. L'OPC n'est disponible qu'en modèle trois portes et son moteur Turbo de 1,6 litre développe 141 kW et génère 230 Nm (266 Nm avec overboost) de couple. En plus de la couleur extérieure exclusive Ardenblau, les caractéristiques spéciales de ce modèle incluent également les sièges baquets Recaro, la finition de spoiler OPC (pare-chocs avant et arrière spécifiques ainsi que jupes latérales et becquet de toit), des rétroviseurs extérieurs spécifiques OPC, le volant sport aplati, le pommeau de vitesse et compteur de vitesse au design OPC, un système de freinage peint en bleu (gris après le lifting) et les jantes au format 7x17" en aluminium. En supplément, des jantes de 7,5x18" et un aileron arrière au look dit sport automobile peuvent être commandés. Pendant la période de construction de la Corsa D, 22 367 unités ont quitté les halls de production en tant qu'OPC.
Les couleurs suivantes ont été utilisées pendant toute la période de construction de l'OPC : Ardenblau, Magmarot, Casablancaweiß, Sunnymelongelb, Starsilber (2007–2008), Lichtsilber (2008–2010), Silbersee/Perlsilber (à partir de 2010), Saphierschwarz (jusqu'en 2012), Graphitschwarz (à partir de 2012) et Platinantrazit (à partir de 2013).
- Finition Black Edition (à partir de 2012) : La finition Black Edition comprend un emballage complet noir mat, qui nécessite une couche de base noir graphite, mais également des feux de courbe et de virage halogènes et un becquet arrière au look sport automobile.
- Finition Design (à partir de 2013) : Cela inclut les rétroviseurs extérieurs peints en noir comme extras visuels, un clip de radiateur noir, des anneaux de ventilation noirs à l'intérieur et les jantes de 18" en noir brillant. D'autres extras inclus dans la finition sont le becquet arrière OPC au look sport automobile et une interface pour smartphone.
- Finition Motorsport (à partir de 2013) : La particularité de cette finition est qu'elle ne peut être commandée qu'avec la couleur Casablancaweiß et qu'elle comprend un décor extérieur aux couleurs d'Opel Motorsport ainsi qu'un emblème spécifique sur le montant B. Le contenu de la finition comprend également le becquet arrière OPC au look sport automobile, les rétroviseurs extérieurs peints en noir, un clip de radiateur noir et les jantes de 18" en noir brillant.

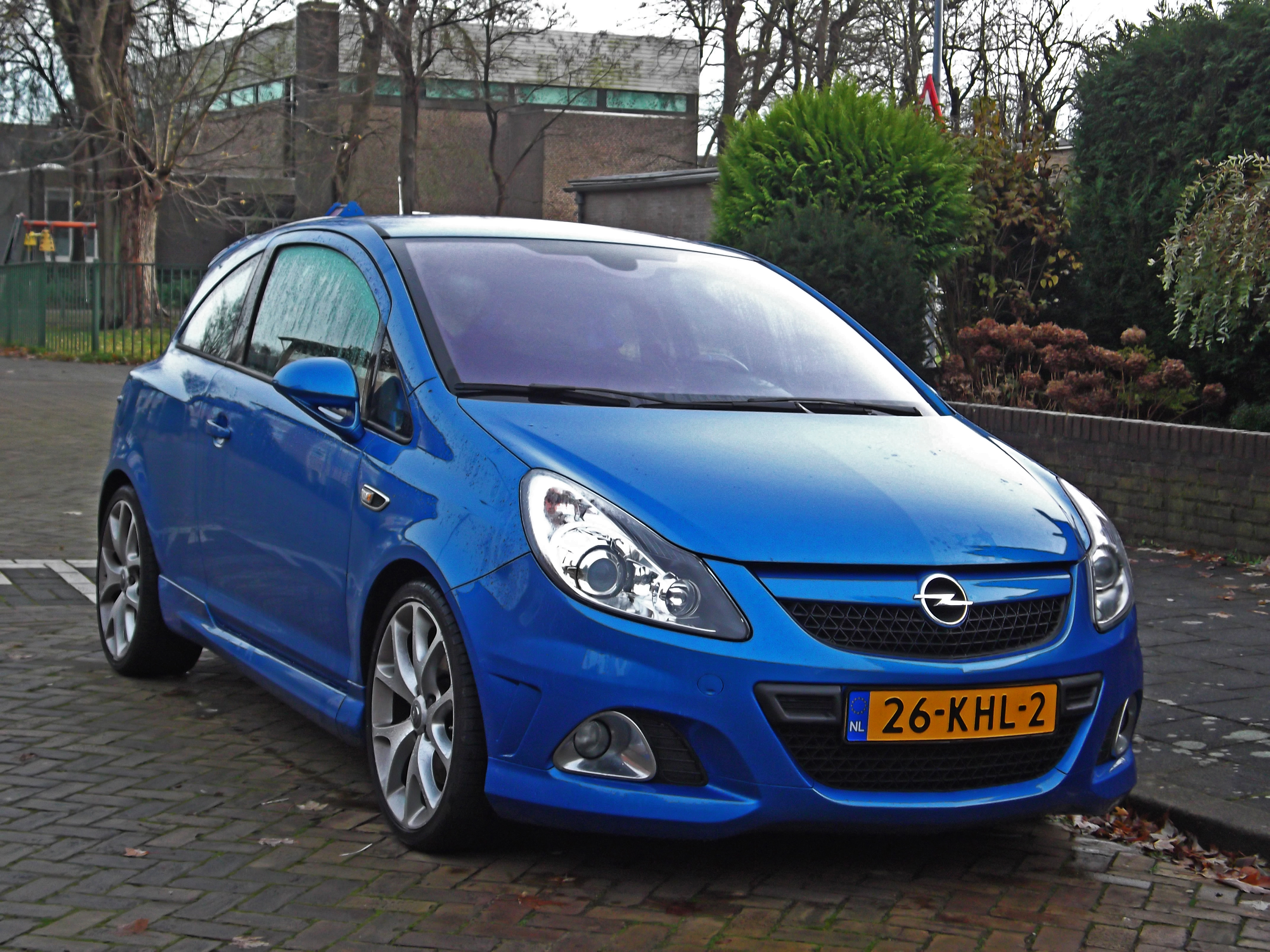
Opel Corsa OPC (2007–2010)
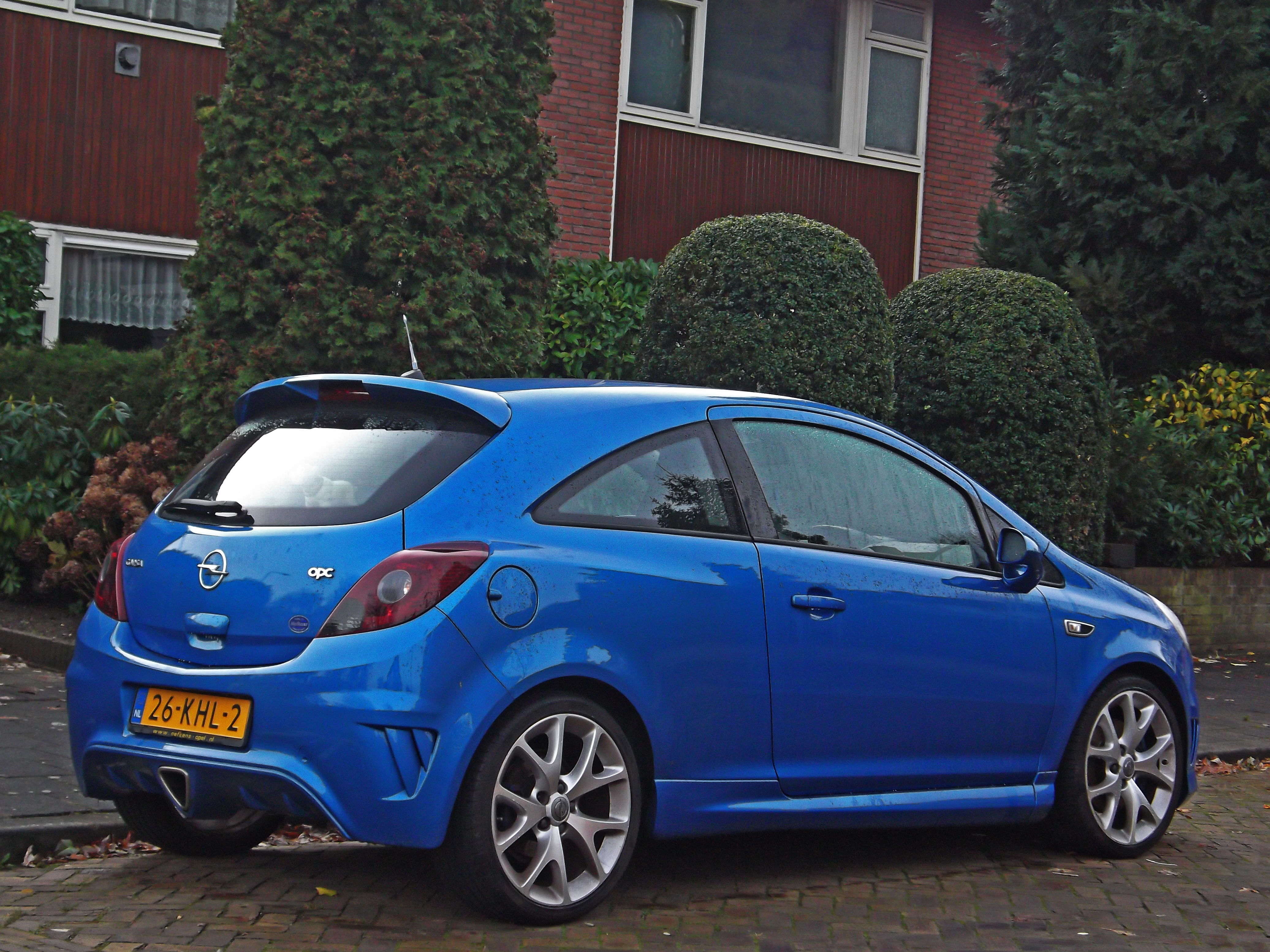
Vue arrière
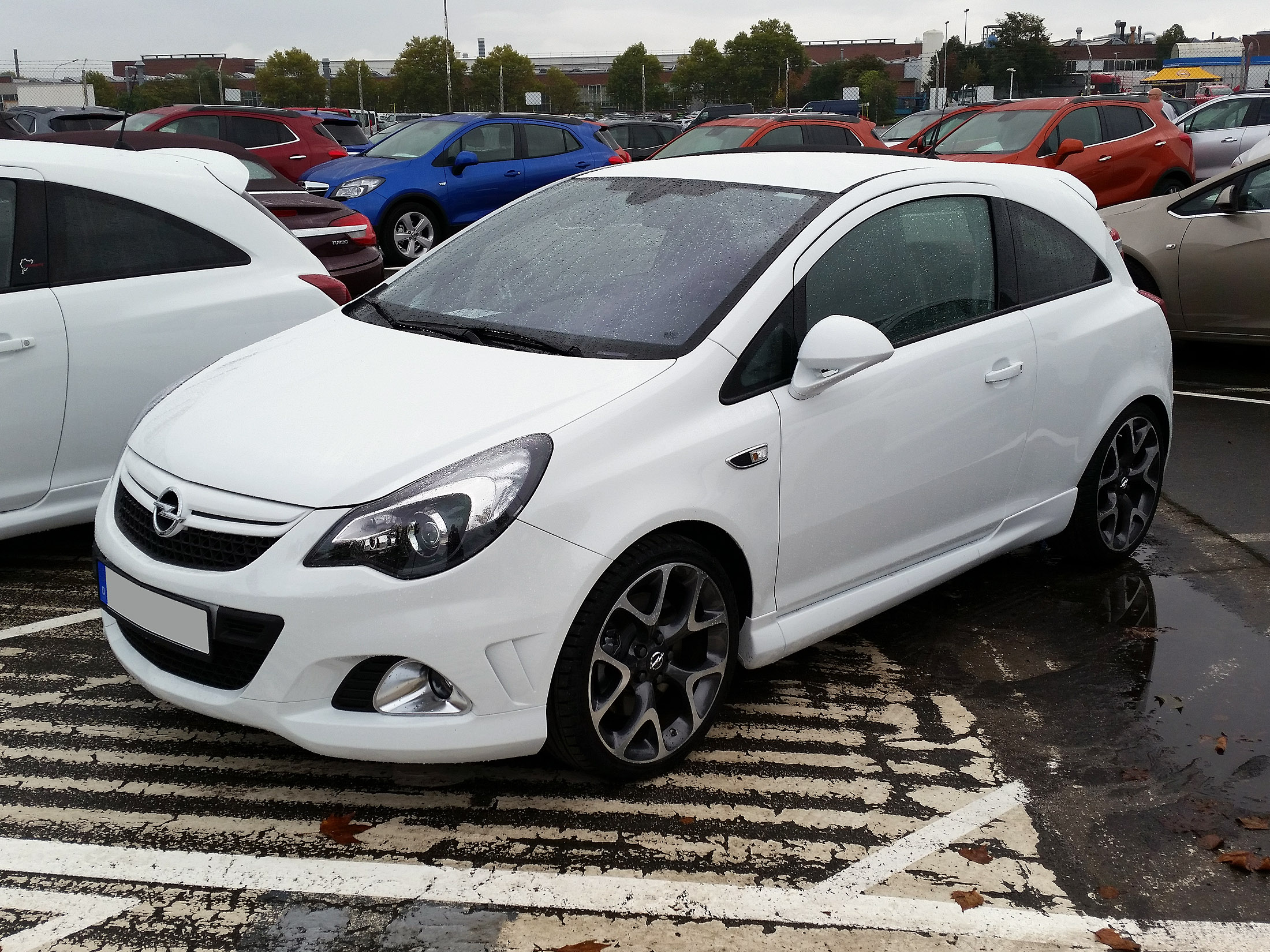
Opel Corsa OPC (2010–2014)

### OPC "Nürburgring Edition"
L'OPC "Nürburgring Edition" a été présentée en avril 2011. Elle possède fondamentalement la même transmission que l'OPC, mais le moteur délivre 155 kW et génère un couple de 250 Nm (280 Nm avec overboost). Ceci a été réalisé grâce à un nouveau réglage du moteur, conçu pour une essence à indice d'octane de 100, et à un réglage de la soupape de décharge. Par rapport à la transmission de l'OPC, la transmission de la Nürburgring Edition est dotée d'un différentiel à glissement limité mécanique multidisque.
De plus, la Nürburgring Edition de la Corsa OPC comporte quelques gadgets supplémentaires par rapport au modèle original. Il s'agit notamment de l'augmentation de la puissance, déjà mentionnée, à 155 kW, des jantes 8×18" en aluminium forgé gris carbone, un châssis encore plus bas de Bilstein, un système de freinage Brembo 305 sur l'essieu avant, le différentiel à glissement limité mécanique multidisque de Drexler Motorsport, également mentionné, et un silencieux arrière optimisé pour le reflux. Autres caractéristiques visuelles distinctives : lèvre de spoiler avant supplémentaire, logo du Nürburgring sur les montants B, logo du Nürburgring sur les appuie-têtes, inscription Nürburgring sur les seuils de porte et système d'échappement avec deux sorties d'échappement.
Les couleurs pouvant être commandées sont Saphierschwarz (jusqu'en 2012), Hennarot (jusqu'en 2013), Apfelgrün, Casablancaweiß, Graphitschwarz (jusqu'en 2012), Platinantrazit (jusqu'en 2013) et Magmarot (2014). Les finitions Black Edition, Design ou Motorsport de l'OPC peuvent également être commandés pour la Nürburgring Edition. Le prix catalogue de l'édition au lancement sur le marché était de 28 100 euros.

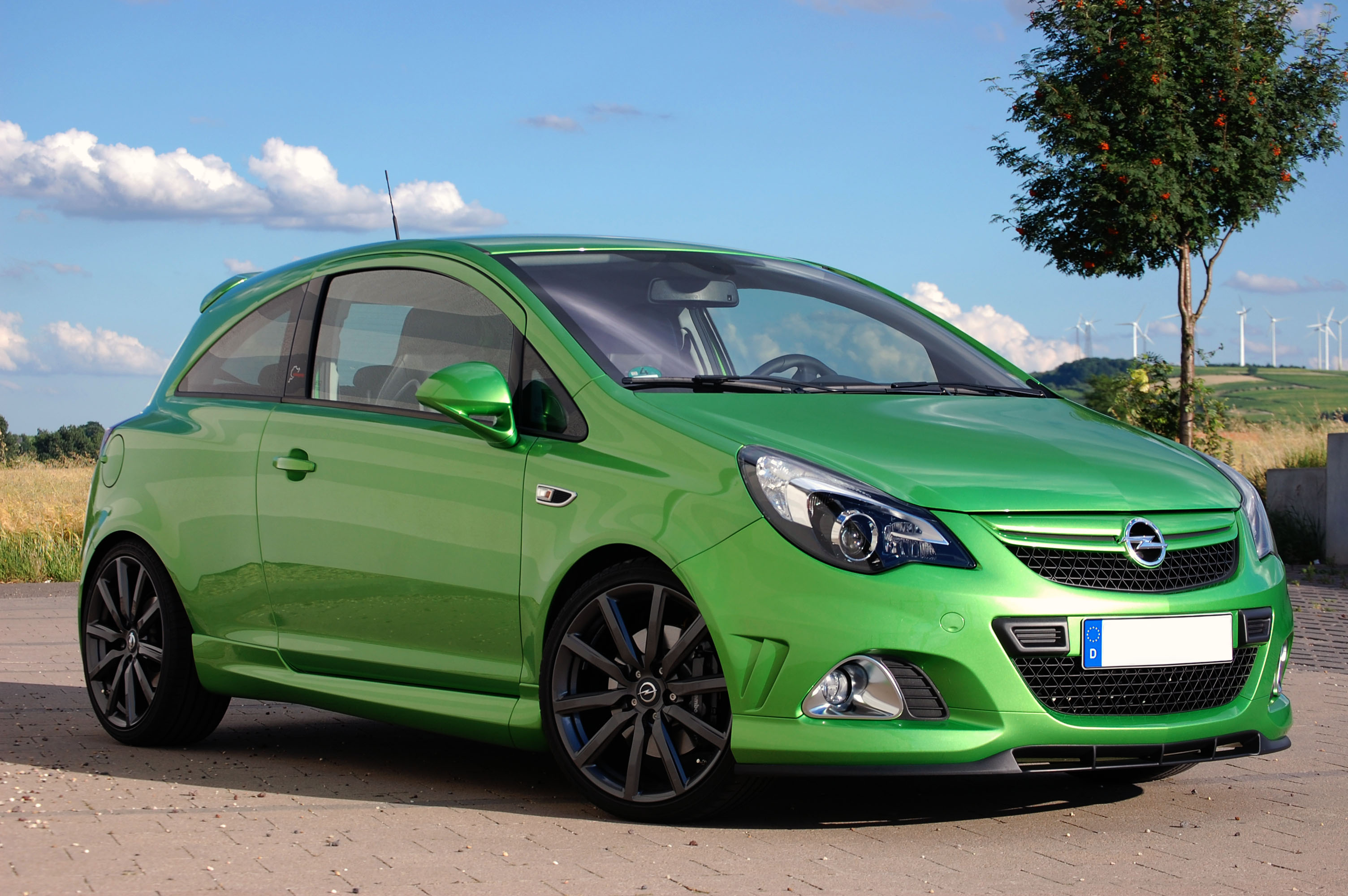
Opel Corsa OPC "Nürburgring Edition" (2011–2014)
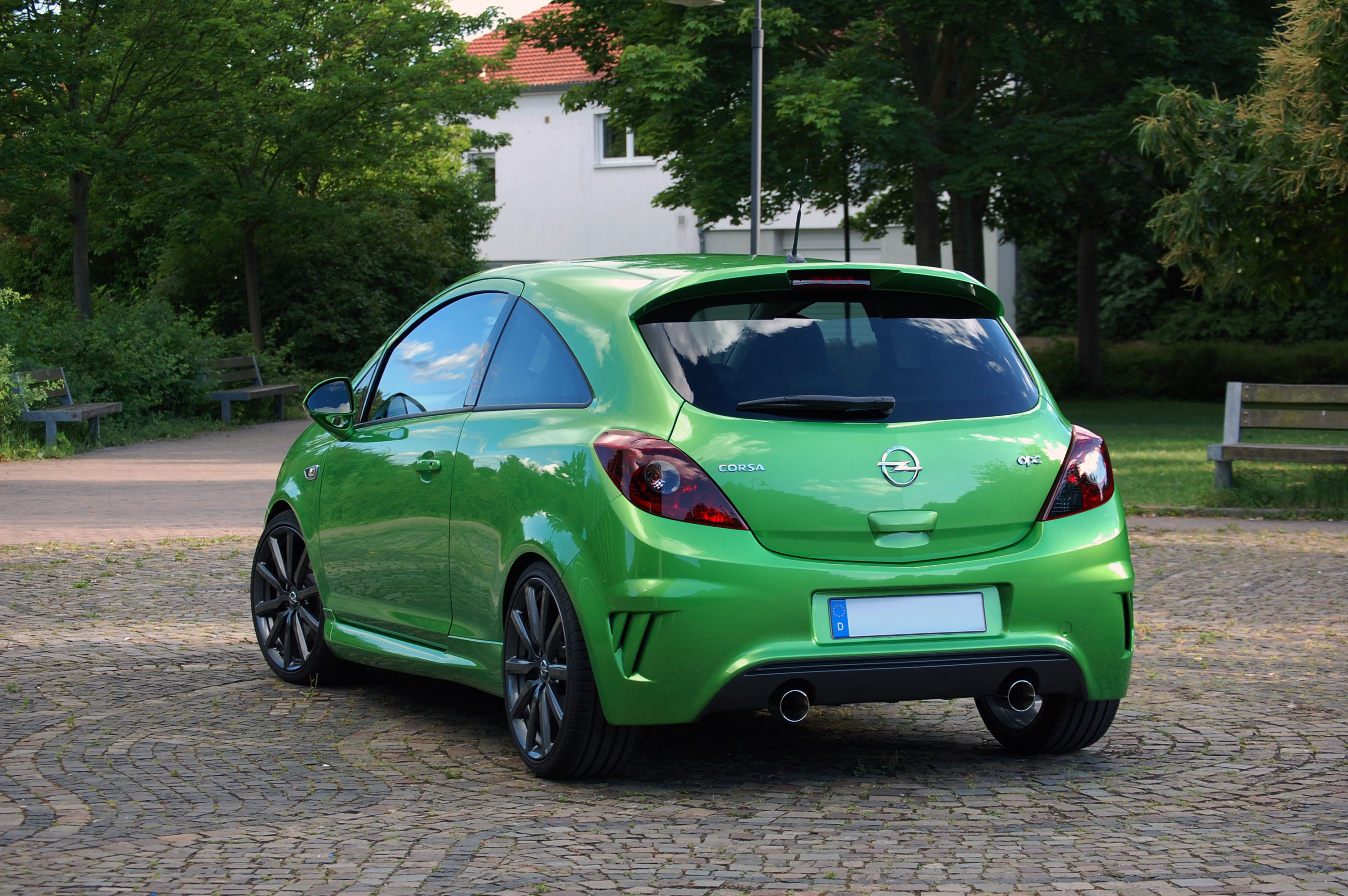
Vue arrière

Grâce à une coordination sans compromis, la "Nürburgring Edition" a établi la référence dans ce segment lors du test des voitures de sport dans des catégories telles que le slalom de 18 m ou sur le circuit court d'Hockenheim.

## Succès
Au cours des deux premiers mois suivant la présentation officielle, plus de 150 000 Corsa D ont été commandées, soit une fois et demie de plus que ce qu'Opel avait prévu auparavant. En 2007, l'objectif déclaré était de déplacer la Volkswagen Polo de la première place des nouvelles immatriculations dans le segment des petites voitures en Allemagne. Pour la première fois depuis des années, la Corsa est longtemps restée en tête du segment des petites voitures avec 31 947 nouvelles immatriculations entre le 1er janvier et le 31 mai 2007, laissant derrière elle l'ancienne leader (30 334 nouvelles immatriculations pour la Volkswagen Polo durant la même période en 2007). Dans le bilan annuel 2007, l'Opel Corsa était la petite voiture la plus vendue en Allemagne avec 79 098 nouvelles immatriculations, suivie par la Volkswagen Polo avec 76 683 unités. Un autre succès a été de remporter 14 titres, dont la «Voiture de l'année» et l'«Ange jaune 2007», votés par les lecteurs de l'ADAC.

## Lieux de production
La variante trois portes était principalement construite dans l'usine d'Eisenach (Allemagne) et la variante cinq portes était exclusivement construite à Figueruelas (Espagne). Depuis 2013, la Corsa est également assemblée par Unison à Obchuk, en Biélorussie.